# さよなら 海腹川背
『さよなら 海腹川背』（さよなら うみはらかわせ、Sayonara UmiharaKawase; Yumi's Odd Odyssey）は、アガツマ・エンタテインメントより2013年6月20日に発売されたニンテンドー3DS用アクションゲーム。
2015年4月23日には、画質の向上や新要素の追加など数多くの改良が行われたリメイク版『さよなら 海腹川背 ちらり』（さよなら うみはらかわせ ちらり、Sayonara UmiharaKawase +）がPlayStation Vita版用ソフトとして発売、2015年10月6日にはMicrosoft Windows版が発売された。Microsoft Windows版のサポート言語は日本語、英語、フランス語、イタリア語、ドイツ語、スペイン語、ブラジルポルトガル語およびロシア語であり、日本国内からも購入が可能である。また、タイトルはSayonara UmiharaKawaseであるが、ちらりをベースとしている。

## 概要
伸縮自在のゴムロープつきルアーを駆使する「ラバーリングアクション」で障害を越えて進んでいく、面クリア型アクションゲーム。
シリーズの完全新作としては『海腹川背・旬』以来16年ぶり。初のニンテンドー3DS用タイトルだが、動きの激しいゲームであるため、全体的に立体視を使用しない状態を基準に調整されている。開発にはキャラクターデザインの近藤敏信やゲームデザインの酒井潔をはじめ旧シリーズ作品のスタッフが多数参加している。
近藤敏信は当初シリーズのファンアイテムを構想していたが、アガツマ・エンタテインメントに話を持ちかけた所、「新作でいこう」と言われたため、現在の形になった。作品名の「さよなら」は、ファンアイテムとしての最後の『海腹川背』を考えていた頃の名残で、インパクトがあるためそのまま使用された。これで最後になってもいいという覚悟と同時に、また帰ってきたいという希望も込められている。
全50フィールド。旧作では、ゲームを全面クリアしてもそれが『海腹川背』の全てでは無いという意を込めてフィールド番号に欠番が設けられていたが、インターネットでの情報共有が当然となった時代ではその意味が薄れたため、今作には欠番はない。

## キャラクター

### プレイアブルキャラクター
シリーズ初の要素として、主人公・海腹川背以外のプレイアブルキャラクターが追加された。キャラクターは以下の通り。
海腹川背
これまでは移植中心だったため、年齢設定は19歳のままだったが、完全新作の今回は20歳になり、キャラクターデザインも刷新された。
また、従来作では裏設定として伏せられていた「日本全国を放浪する流しの板前」という肩書きが正式なキャラクター設定となった。
横山埜鼓
通称「ノッコ」。未来から来た川背の子孫で、18歳。時間を遅くする、つまりスローモーション能力を持つ。これは、斜め入力がしやすいよう実装されていたストップモーション機能を発展させたもの。
川背ちゃん
9歳のころの川背。主人公の川背が成長したため薄れた少女成分を抽出して設定された。ミスしてもチェックポイントから再開できる初心者向けキャラクター。
江美子ちゃん
川背の小学生時代の友達。9歳。ミスしてもチェックポイントから再開できる初心者向けキャラクター。

## 世界観
本作の舞台となる世界は、究極の食材を探し求める流しの板前女性・海腹川背の心象風景を描いたものとなっている。足の生えた魚たちが邪魔しに現れるのも、海腹川背のイメージの中の世界であるため。
これはもともとSFC版において世界観とキャラクターのイメージを伝えるために書かれた裏設定として公には伏せられていたもので、シリーズ通しての共通事項である。また、キャラクター周りの設定の内、「流しの板前」という主人公の肩書きのみ、本作では公式サイトでも正式なキャラクター設定として紹介されている。(主人公の家族関係に纏わる設定に関しては公式上でも触れられていない。）。